# La donna invisibile (film 1940)
La donna invisibile (The Invisible Woman) è un film del 1940, diretto da A. Edward Sutherland.

## Trama
Grazie al professor Gibbs, la giovane indossatrice Katy Carrol diventa invisibile e vuole vendicarsi del suo vecchio principale. La ragazza, grazie al suo potere - che però funziona a intermittenza - mette a soqquadro l'atelier, ma due agenti segreti di una nazione straniera la inseguono per avere la formula.

## Produzione
Il film fu prodotto dall'Universal Pictures.

## Distribuzione
Distribuito dalla Universal Pictures, il film uscì nelle sale cinematografiche statunitensi il 27 dicembre 1940.

## Critica
Il film ha ricevuto recensioni critiche contrastanti, Theodore Strauss del New York Times ha definito il film sciocco, banale e ripetitivo, con una sceneggiatura scricchiolante, temendo cosa fosse diventato senza l'interpretazione di John Barrymore. Variety lo definì un buon intrattenimento per il pubblico generale, Il Film Daily lo definì comico e brillantemente dialogato Harrison's Reports lo ha definito una commedia piuttosto buona per la massa, non offrendo tutto sommato di nuovo a coloro che hanno visto le precedenti pellicole, John Mosher del The New Yorker ha commentato come la tematica sia ancora buona, nonostante nel film non sia molto usata, risultando l'esempio più debole della prodezza che la telecamera può facilmente rendere divertente.

## I film della serie
- L'uomo invisibile (The Invisible Man, 1933) di James Whale
- Il ritorno dell'uomo invisibile (The Invisible Man Returns, 1940) con Vincent Price
- La donna invisibile (The Invisible Woman, 1940) con John Barrymore
- L'agente invisibile (Invisible Agent, 1942)
- La rivincita dell'uomo invisibile (The Invisible Man's Revenge, 1944)
- L'uomo invisibile (The Invisible Man, 2020) di Leigh Whannell